# Diacylglycérol kinase
Pour les articles homonymes, voir DGK.
La diacylglycérol kinase (DAGK ou DGK) est une famille de transférases qui catalysent la conversion de diglycérides (diacylglycérols, ou DAG) en acides phosphatidiques (PA) en utilisant l'ATP comme source de phosphate.
Dans les cellules non activées par la voie métabolique de l'inositol phosphate, cette enzyme est faiblement active, de sorte que les diglycérides peuvent être utilisés pour former des phosphoglycérides, tandis qu'elle est sensiblement plus active dans les cellules activées, ce qui conduit à la formation d'acides phosphatidiques au lieu de phosphoglycérides.
On pense que ces deux types de lipides ont chacun leurs cibles spécifiques dans le cadre d'une signalisation lipidique distincte, de sorte que l'activation ou non de la diacylglycérol kinase joue un rôle de commutateur biochimique entre deux modes métaboliques différents.
Chez les bactéries, la diacylglycérol kinase est une petite protéine membranaire (de 13 à 15 kDa) qui posséderait trois domaines trans-membranaires.
La région inchangée est une zone de 12 résidus d'acides aminés situés dans une boucle cytoplasmique entre les 2e et 3e domaines trans-membranaires. Certaines bactéries à Gram positif possèdent une diacylglycérol kinase soluble capable de réintroduire les diglycérides dans la lipogenèse ; les diglycérides s'accumulent dans ces bactéries à la suite du transfert de groupes glycérol-3-phosphate de phosphatidylglycérols à l'acide lipotéichoïque.